# Портрет Фёдора Петровича Уварова
«Портрет Фёдора Петровича Уварова» — картина Джорджа Доу и его мастерской из Военной галереи Зимнего дворца, с авторскими вариантами-повторениями из Царскосельских дворцов, Большого Гатчинского дворца и Воронцовского дворца в Алупке.
Картина представляет собой погрудный портрет генерал-майора Фёдора Петровича Уварова из состава Военной галереи Зимнего дворца.
К началу Отечественной войны 1812 года генерал-лейтенант Уваров был генерал-адъютантом и командовал 1-м резервным кавалерийским корпусом, находился во многих сражениях, в Бородинском бою вместе с казачьим корпусом М. И. Платова совершил неудачный рейд в тыл французской позиции и единственный из генералов не получил за это сражение никакой награды. Тем не менее он продолжал командовать корпусом и далее сражался при Тарутино, под Малоярославцем, возле Красного. Во время Заграничных походов 1813 и 1814 годов также был во множестве сражений, за Битву народов под Лейпцигом произведён в генералы от кавалерии.
Изображён в генеральском мундире Кавалергардского полка, введённом в 1814 году, на эполетах вензель императора Александра I. Слева на груди генерал-адъютантский аксельбант, через плечо перекинута Андреевская лента; на шее крест ордена Св. Георгия 2-го класса; справа на груди серебряная медаль «В память Отечественной войны 1812 года» на Андреевской ленте, кресты австрийского Военного ордена Марии Терезии 3-й степени, прусского ордена Чёрного орла, баварского Военного ордена Максимилиана Иосифа 3-й степени, прусского ордена Красного орла 3-й степени, вюртембергского ордена «За военные заслуги» и французского ордена Св. Людовика, звёзды орденов Св. Андрея Первозванного, Св. Георгия 2-го класса и Св. Владимира 1-й степени. Подпись на раме: Ѳ. П. Уваровъ, Генералъ отъ Кавалерiи.
С историей создания портрета много неясного. Считается, что он создан в период с 12 декабря 1823 года, когда Уваров был награждён орденом Св. Андрея Первозванного, по 20 ноября 1824 года, когда он скончался. Готовый портрет поступил в Эрмитаж 7 сентября 1825 года.
В 1827 году в Лондоне фирмой Colnaghi Son & C° по заказу петербургского книготорговца С. Флорана была сделана гравюра Т. Райта с указанием даты 1 июня 1827 года. Отпечаток этой гравюры также имеется в собрании Эрмитажа (китайская бумага, гравюра пунктиром, 61 × 43,1 см, инвентарный № ЭРГ-602).
В фондах музея-заповедника «Царское Село» находится другой портрет Уварова работы Доу, он отличается от галерейного портрета как общей композицией фигуры, так и набором наград: отсутствует Андреевская лента, а вместо нагрудного креста прусского ордена Красного орла 3-й степени изображён шейный крест этого ордена 2-й степени. Известно что Уваров этим орденом был награждён в 1814 году, однако в литературе отсутствует точное упоминание о степени награждения.
Ещё один вариант портрета Уварова имеется в собрании Воронцовского дворца в Алупке (холст, масло; 71 × 62,5 см; инвентарный № Ж-76), здесь Уваров также изображён без Андреевской ленты и вместо звезды ордена Св. Андрея Первозванного изображена звезда ордена Св. Александра Невского, весь остальной набор наград соответствует варианту из Военной галереи. Справа внизу под рукой имеется подпись художника и дата: Geo Dawe RA. Pinxt 1823.
В собрании Большого Гатчинского дворца имеется портрет Уварова, практически полностью соответствующий портрету из Военной галереи (холст, масло; 70 × 60 см; инвентарный № ГДМ-16-III), однако на нём имеется авторская подпись: Geo. Dawe R. A. pinxit S. Petersbourg 1820. Указанная дата вызывает сомнения, поскольку изображённым на портрете орденом Св. Андрея Первозванного Уваров был награждён лишь в конце 1823 года. А. А. Подмазо выдвинул гипотезу, объясняющую подобное противоречие: первым был написан портрет из Гатчины и вскоре Доу выполнил с него две копии. Однако из-за того, что он в части своих работ использовал нестойкие асфальтовые краски, склонные к быстрому потемнению, то часть портретов его работы, в том числе и из Военной галереи, очень быстро потемнели и уже к открытию Военной галереи ему пришлось их срочно исправлять, в том числе и портрет Уварова. Поскольку исправлением портретов в основном занимался не столько сам Доу, сколько его подмастерья В. А. Голике и А. В. Поляков, то в гатчинском портрете они просто скопировали подпись с ошибкой. В своих умозаключениях А. А. Подмазо не учитывает портрет из Алупки, который, судя по набору наград, является наиболее ранним из всех вариантов, также он никак не объясняет разночтения в степенях ордена Красного орла. Хранитель британской живописи в Эрмитаже Е. П. Ренне предположила, что портрет из Военной галереи является авторским повторением портрета из Воронцовского дворца.
В 1840-х годах в мастерской И. П. Песоцкого по рисунку И. А. Клюквина с галерейного портрета была сделана литография, опубликованная в книге «Император Александр I и его сподвижники» и впоследствии неоднократно репродуцированная.

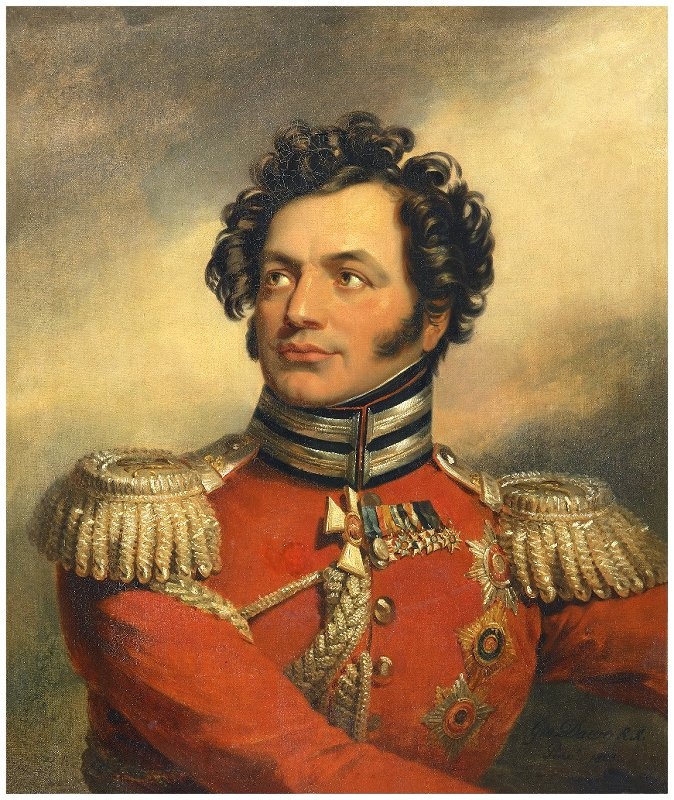
Вариант из Воронцовского дворца в Алупке
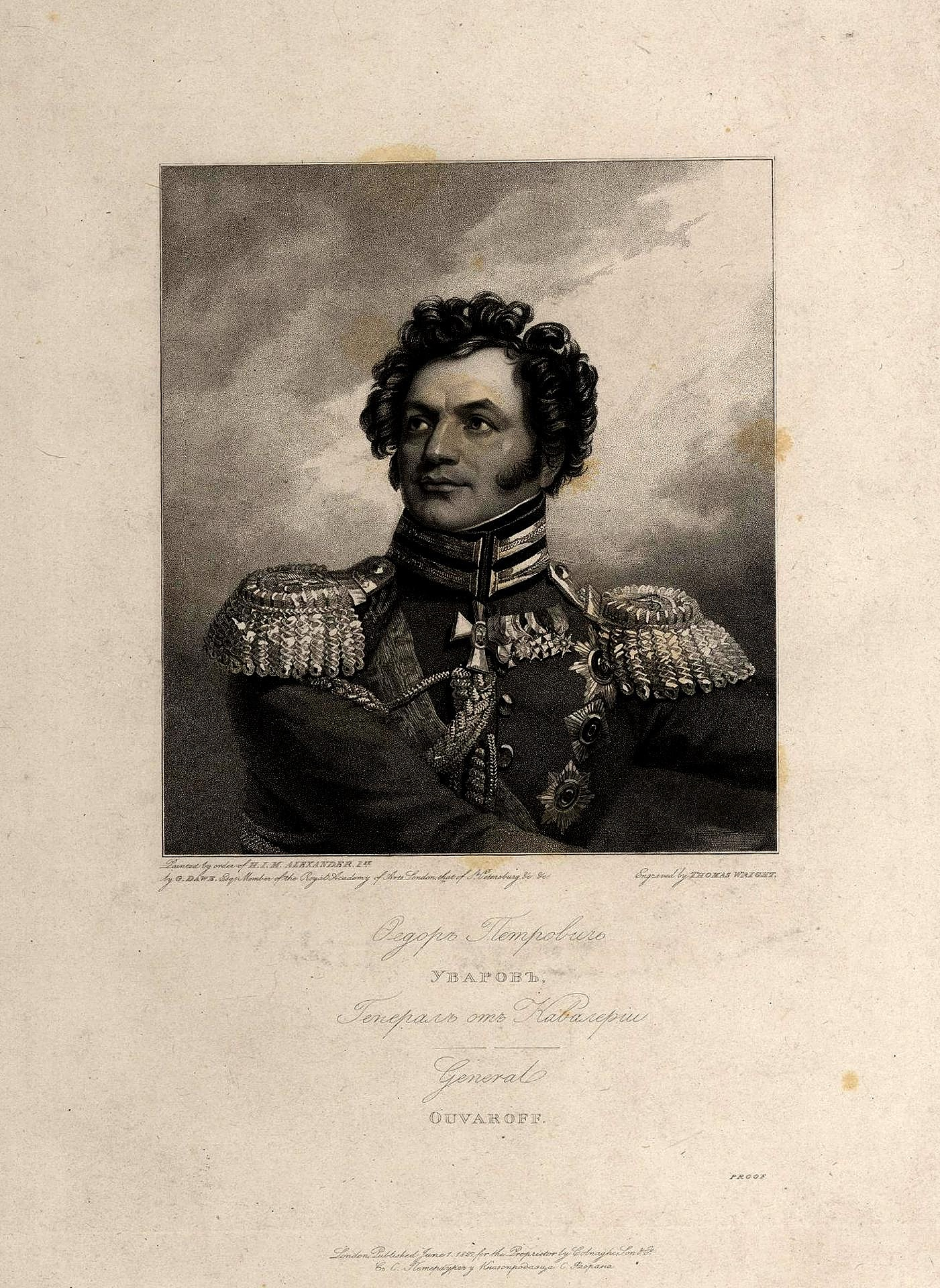
Гравюра Т. Райта, Эрмитаж